# Naoki Maeda (fotbollsspelare född 1994)
Naoki Maeda (前田 直輝 Maeda Naoki?), född 17 november 1994 i Saitama prefektur, är en japansk fotbollsspelare.

## Karriär
Maeda började sin karriär 2012 i Tokyo Verdy. Han spelade 48 ligamatcher för klubben. Efter Tokyo Verdy spelade han för Matsumoto Yamaga och Yokohama F. Marinos.
I juli 2018 värvades Maeda av Nagoya Grampus.